# José María Campo Serrano
José María Campo Serrano (Santa Marta, 8 de septiembre de 1832-Ibídem, 24 de febrero de 1915) fue un político, abogado y militar colombiano. Fue presidente de Colombia entre el 1 de abril de 1886 y el 7 de enero de 1887. Miembro del extinto Partido Nacional Colombiano.
Ocupó varios cargos de importancia, siendo congresista, gobernador en varias ocasiones del Estado Soberano del Magdalena y jefe civil y militar de Antioquia durante la revolución de 1885. También ejerció como ministro durante los gobiernos de Francisco Javier Zaldúa, Ezequiel Hurtado y Rafael Núñez. Concurrió por Antioquia al Consejo Nacional de Delegatarios.
Campo fue elegido designado presidencial para el período 1886-1888, siendo nombrado presidente ante la ausencia del titular Rafael Núñez, de 1886 a enero de 1887. En su corto mandato, Campo fue el encargado en su gobierno de sancionar la nueva constitución de 1886, que estuvo vigente hasta 1991.
Es considerado un ciudadano ilustre en su natal Santa Marta.

## Biografía
José María nació en Santa Marta, el 8 de septiembre de 1832, en un hogar humilde.
Inició sus estudios en el seminario conciliar de su ciudad natal, y luego ingresó al Colegio Provincial de Santander, donde se graduó en Filosofía y Derecho. Para frenar la escasez económica de su familia, Campo se vinculó al sector público desde su juventud, en 1851.
En 1857, Campo fue nombrado tesorero general del recién creado Estado del Magdalena, bajo las órdenes del presidente del estado (gobernador), José María Sojo y también ejerció como Procurador General del Estado.

### Guerra civil de 1860
Posteriormente Campo se vinculó a las tropas liberales del expresidente Tomás Cipriano de Mosquera durante la guerra civil de 1860, contra el gobierno del presidente conservador Mariano Ospina Rodríguez, quien se vio obligado a renunciar en 1861, tras el avance de las tropas liberales de Mosquera.

### Presidencia del Magdalena (1870-1881)
Ya en 1866, Campo fue elegido representante al Congreso Nacional por Magdalena, y posteriormente Senador de la República. En 1870, Campo fue elegido presidente del Estado del Magdalena. En 1872, el Congreso lo nombró como designado presidencial del presidente radical Manuel Murillo Toro, durante su segundo mandato. A la par fue reelegido como presidente de Magdalena, hasta 1873. Entre 1879 y 1881, Campo ejerció un tercer mandato en Magdalena.

### Trabajo ministerial
En 1882, durante el breve gobierno del conservador Francisco Javier Zaldúa, Campo ocupó la Secretaría de Instrucción Pública, hasta que Zaldúa murió en ejercicio del cargo, el 21 de diciembre de 1882. Posteriormente, en 1884 el conservador Ezequiel Hurtado lo nombró en la Secretaría de Gobierno; y en la administración del conservador Rafael Núñez, Campo ocupó las secretarías de Guerra, liderando la campaña del norte; de Hacienda gobernando temporalmente el Estado de Antioquia; y de Gobierno, dirigiendo con éxito las tropas de Núñez en la Costa.
Como liberal independiente, Campo fue partidario del movimiento de La Regeneración de Núñez, quien en 1885 lo nombró Secretario de Marina y Guerra, donde le correspondió afrontar la guerra civil de 1885 que llevó a la derrota del radicalismo, que culminó con el derrumbamiento de la Constitución de 1863. Por su magnífica defensa, Núñez lo ascendió a general ese mismo año.

#### Constituyente de 1886
Después fue nombrado Secretario de Hacienda y luego delegado del poder ejecutivo en Antioquia donde gobernó entre el 12 de marzo y el 21 de septiembre de 1885. En representación de Antioquia, Campo Serrano participó en la redacción de la nueva Constitución Nacional. El Consejo eligió como presidente a Rafael Núñez, vicepresidente, a Eliseo Payán, y designado presidencial, a Campo. 

### Presidente designado de Colombia (1886-1887)
El 30 de marzo de 1886, el Consejo de Delegatarios aceptó la separación del cargo de presidente Núñez, por problemas de salud, y Campo Serrano, como designado presidencial de Núñez, fue llamado para reemplazarlo, teniendo 53 años cuando asumió el poder, el 1° de abril de 1886. Campo asumió el cargo ante la imposibilidad del vicepresidente Payán de asumir como reemplazo de Núñez.

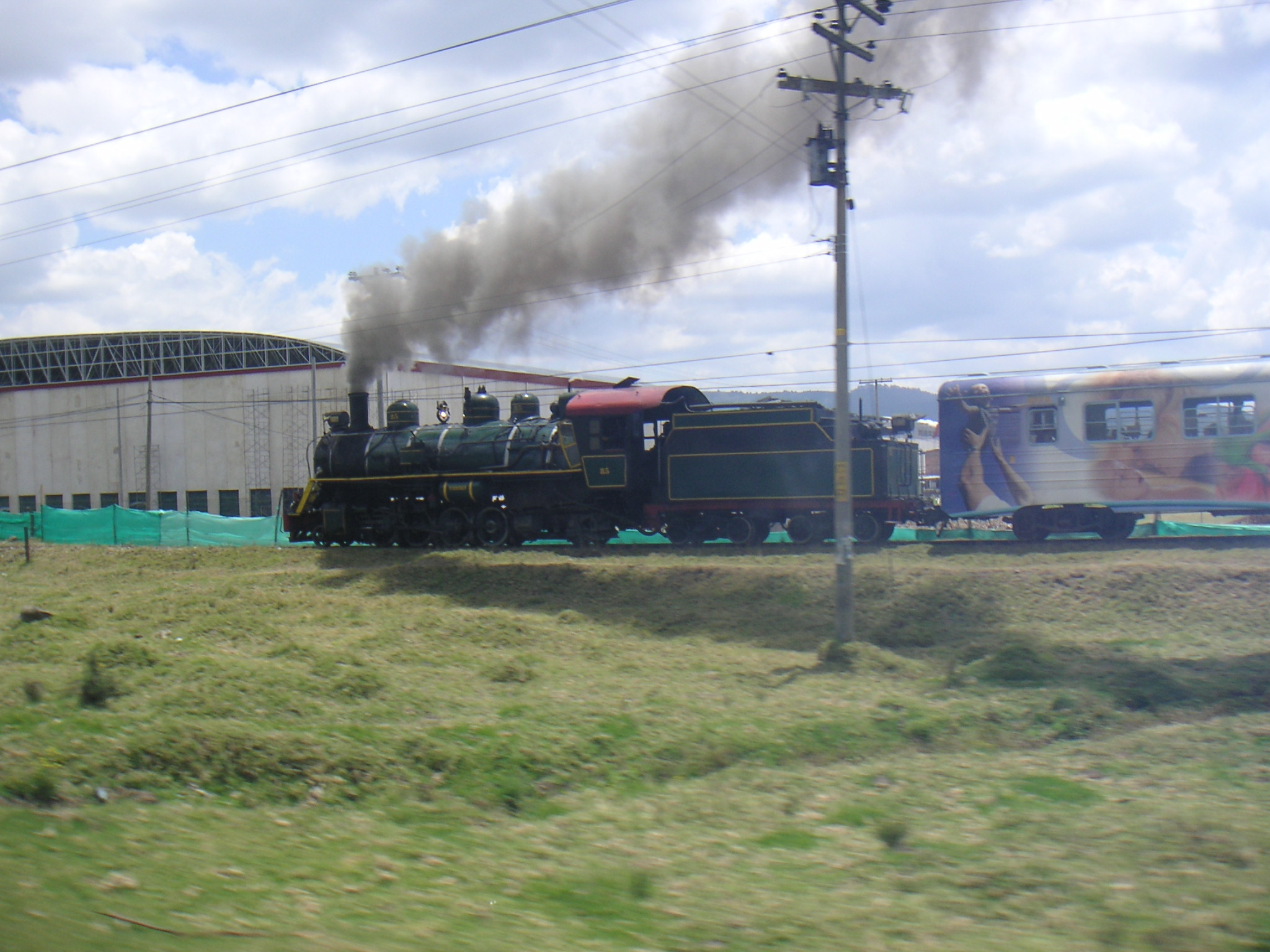
Ferrocarril de la Sabana, Bogotá.

De su gobierno se destacan obras como las primeras licitaciones para el alumbrado público y para el suministro de agua potable para Bogotá y el impulso que dio a los Ferrocarriles de la Sabana de Bogotá y el Magdalena. En materia de tierras estableció la adjudicación de éstas por el sistema de baldíos, es decir, tierras sin dueño adjudicadas bajo un sistema de selección "a dedo".

#### Constitución de 1886
A Campo le correspondió sancionar la Constitución Nacional de 1886 el 5 de agosto de 1886, la cual fue creada por Núñez y el poeta conservador Miguel Antonio Caro. El primer cambio notable de la carta política fue que se mudó la toma de posesión presidencial para el aniversario de la Batalla de Boyacá, el 7 de agosto; la fecha se mantiene hasta la actualidad. 
La nueva constitución también permitió, en un principio, la reelección directa y estableció períodos presidenciales de 6 años, sin embargo, Campo no pudo ser beneficiario de las reformas constitucionales y terminó su gobierno en 1887 cuando Núñez reasumió el mandato, sólo para dejarlo vacante nuevamente meses después.

### Postpresidencia
Concluido su mandato presidencial, fue elegido senador nuevamente por el Departamento del Magdalena, en 1888. Luego se retiró de la vida pública, dedicándose a sus asuntos personales en compañía de su esposa.

#### Guerra de los mil días y Gobernación de Panamá
El general Campo fue llamado nuevamente a la política y la guerra para ir al entonces departamento de Panamá, donde los rebeldes liberales luchaban contra el gobierno conservador del anciano presidente Manuel Antonio Sanclemente, ya que Panamá era uno de los escenarios de la Guerra de los Mil Días. Por sus credenciales políticas y militares fue nombrado Gobernador del Departamento de Panamá, reemplazando al entonces gobernador, Facundo Mutis Durán, en enero de 1900.
Campo entró con fuerza en la región, llamó refuerzos desde diferentes partes del país (ya que la guerra estaba concentrando sus esfuerzos en Panamá y el Caribe Colombiano). Usó el impacto estratégico de los ferrocarriles para movilizar tropas y despejar áreas adyacentes.
La guerra sin embargo se fue complicando, y el general Campo tuvo que partir a Barranquilla para comprar armas y traer refuerzos pasando la gubernatura a Alejandro Orillac como gobernador interino. Aunque la salida del general Campo provocó un recrudecimiento de las fuerzas rebeldes, la guerra llegó a su fin en 1902, cimentando el camino para la separación de Panamá de Colombia.

## Muerte
José María Campo falleció en su natal Santa Marta, durante la madrugada del miércoles 24 de febrero de 1915, a los 82 años. Sus restos reposan actualmente en el Cementerio San Miguel en la misma ciudad. 

## Legado
En el municipio de Aguachica (Cesar) se creó el colegio Instituto José María Campo Serrano en su honor, lugar dedicado a preservar su legado, y donde se erigió un busto en su honor.
Es considerado por muchos como el samario más influyente de la historia de Colombia. Su legado más perdurable fue la rígida Constitución de 1886, que fue la ley fundamental del país durante casi 105 años, hasta que fue reemplazada por la más progresista Constitución de 1991.

## Vida privada

### Semblante
El 22 de agosto de 1886, afirmó el periodista Alberto Urdaneta, en su diario Papel Periódico Ilustrado, lo siguiente sobre el recientemente posesionado presidente Campoː

(Era) "Alto, derecho, enjuto, más siempre elegante, severo en la mirada, correcto en el vestir; lleva espero bigote que cubre boca bondadosa, aunque de labios delgados; su mirada es penetrante y aún cruda a la vez; la fisionomía pensadora; el andar nervioso, pero reposado; la palabra firme; es parco en el hablar, y eso porque gusta de cumplir lo que ofrece.

Quien quiera conocerle lo vera paseando por la tarde, solo o con un amigo; a eso de las cinco de la tarde por el camellón de Las Nieves.
Hombre de familia y de hogar, cree sufrir dolores neurálgicos (ideales) pero su salud, a Dios gracias, es perfecta.
El carácter del general Campo Serrano es dulce y suaves sus maneras; sabe atraerse la estimulación de todos, aún de sus enemigos políticos y trata las cosas con tino y sin debilidades, pues llegado el caso emplea, sin contemplación ninguna, la energía y aún la rigidez, que son dotes indispensables en un hombre de Estado.
Tales son los rasgos que caracterizan física y moralmente al encargado del poder Ejecutivo."
Alberto Urdaneta, Urdaneta, 22 de agosto de 1886

### Familia
José María era hijo de Andrés del Campo y María Josefa Serrano. Tuvo un hermano Juan quien fue político y militar.

#### Matrimonio y descendencia
Campo contrajo nupcias con Rosa Riascos García, con quien tuvo 11 hijosː José María, Juan, Paulina, Rosa, Dolores, Silvia Rosa, Alfonso, Ana, Joaquín, Elisa María, y Alejandro Campo Riascos.
Su esposa Rosa era hija del militar Joaquín Riascos, y hermana del político y militar Joaquín Riascos García, quien se declaró presidente provisional ante el vacío de poder que dejó el presidente Mosquera tras su derrocamiento en 1867; estando en el cargo por más de un mes, hasta que el golpista Santos Acosta pudo asumir el poder.